# Khammam (dystrykt)

Dystrykt Khammam w stanie Telangana

Khammam – jeden z dziesięciu dystryktów indyjskiego stanu Telangana, o powierzchni 16 000 km². Populacja tego dystryktu wynosi 2 569 158 osób (2004). Stolicą dystryktu jest Khammam. 
Do 2 czerwca 2014 r. dystrykt wchodził w skład stanu Andhra Pradesh.

## Położenie
Dystrykt Khammam położony jest na północy tego stanu. 
Na zachodzie graniczy z dystryktami Nalgonda i Warangal, a od północy ze stanami Chhattisgarh i Orisa. Od wschodu sąsiaduje z dystryktem East Godavari, na południu zaś z dystryktami West Godavari i Krishna.